# Parinhargues
Parinhargues (en francès Parignargues) és un municipi francès situat al departament del Gard i a la regió d'Occitània.